# 腾讯音乐娱乐盛典
腾讯音乐娱乐盛典 (英語：Tencent  Music  Entertainment Awards)，简称TMEA，是中国腾讯音乐娱乐集团自2019年开始举办的年度互联网数字音乐颁奖典礼，以取代旗下QQ音乐举办的QQ音乐巅峰盛典和酷狗音乐举办的酷音乐亚洲盛典。

## 举办地点
| 届数 | 举办时间                  | 场地           | 主题                             | 参考              |
| ---- | ------------------------- | -------------- | -------------------------------- | ----------------- |
| 一   | 2019年12月8日             | 澳門金光综艺馆 | It's t1me for music.             | [ 1 ]             |
| 二   | 2021年1月23日             | 澳門金光综艺馆 | Music to Live 因乐而生           | [ 3 ] [ 4 ] [ 5 ] |
| 三   | 2021年12月11日            | 澳門金光综艺馆 | 3ing for music 让我为你唱首歌    | [ 6 ]             |
| 四   | 2023年7月8日 2023年7月9日 | 澳門银河综艺馆 | Music for 4un 这一次 为快乐而歌  | [ 7 ] [ 8 ]       |
| 五   | 2024年7月21日             | 澳門银河综艺馆 | High Five,Music Drive 与音乐为伍 | [ 9 ]             |
| 六   | 2025年8月24日             | 澳門银河综艺馆 | Cheers for Musix 为音乐欢呼      |                   |

## 历届大奖
| 届数 | 年度男歌手 | 年度女歌手 | 年度最具影响力男歌手 | 年度最具影响力男歌手 | 年度最具影响力女歌手 | 年度最具影响力女歌手 | 年度最佳男歌手 | 年度最佳男歌手 | 年度最佳女歌手 | 年度最佳女歌手 | 年度最具影响力 （華語）團體／樂團 | 年度最佳 （華語）團體／樂團 |
| 届数 | 年度男歌手 | 年度女歌手 | 内地                 | 港台                 | 内地                 | 港台                 | 内地           | 港台           | 内地           | 港台           | 年度最具影响力 （華語）團體／樂團 | 年度最佳 （華語）團體／樂團 |
| ---- | ---------- | ---------- | -------------------- | -------------------- | -------------------- | -------------------- | -------------- | -------------- | -------------- | -------------- | --------------------------------- | --------------------------- |
| 1    | -          | -          | 张艺兴               | 陈立农               | 孟美岐               | 邓紫棋               | 薛之谦         | 林俊杰         | 张靓颖         | 邓紫棋         | TFBOYS                            | TFBOYS                      |
| 2    | -          | -          | 薛之谦               | 周杰伦               | 陈粒                 | 田馥甄               | 周深           | 林俊杰         | 张靓颖         | 邓紫棋         | -                                 | 五月天                      |
| 3    | -          | -          | 薛之谦               | 林俊杰               | 刘惜君               | 邓紫棋               | 周深           | 吴青峰         | 郁可唯         | 蔡依林         | 五月天                            | 時代少年團                  |
| 4    | -          | -          | 周深                 | 周杰伦               | 刘雨昕               | 蔡依林               | 张杰           | 林俊杰         | 张靓颖         | 徐佳莹         | -                                 | -                           |
| 5    | 周深       | 张靓颖     | 王源                 | 陈奕迅               | 袁娅维               | 邓紫棋               | 薛之谦         | 潘玮柏         | 单依纯         | 张韶涵         | 五月天                            | 時代少年團                  |

## 得奖名单

### 第一届

#### 年度最受欢迎奖项
- 年度最受欢迎内地男歌手：张艺兴
- 年度最受欢迎内地女歌手：孟美岐
- 年度最受欢迎港台男歌手：陈立农
- 年度最受欢迎港台女歌手：邓紫棋
- 年度最受欢迎团体：TFBOYS
- 年度最受欢迎海外歌手：灿烈

#### 年度最佳奖项
- 年度最佳内地男歌手：薛之谦
- 年度最佳内地女歌手：张靓颖
- 年度最佳港台男歌手：林俊杰
- 年度最佳港台女歌手：邓紫棋
- 年度最佳团体：TFBOYS
- 年度最佳新人男歌手：刘宇宁
- 年度最佳新人女歌手：陈雪凝
- 年度最佳海外艺人：Alan Walker
- 年度最佳日韩艺人：BLACKPINK
- 年度最佳团体专辑：R1SE《就要掷地有声的炸裂》
- 年度最佳OST专辑：《陈情令 国风音乐专辑》
- 年度原创音乐人：方大同

#### 年度畅销奖项
- 年度畅销数字专辑：张艺兴《梦不落雨林》
- 年度畅销数字EP：蔡徐坤《YOUNG》
- 年度畅销数字单曲：陈立农《一半是我》

#### 年度音乐新势力奖项
- 年度电音新势力：CORSAK
- 年度虚拟偶像新势力：叶洛洛
- 年度摇滚新势力：新裤子
- 年度乐团新势力：打扰一下乐团
- 年度影视歌曲新势力：刘宇宁
- 年度游戏歌曲新势力：无限王者团
- 年度国风新势力：SING女团
- 年度动漫新势力：泽野弘之
- 年度新声代团体：时代少年团
- 酷狗音乐新势力：焦迈奇
- QQ音乐新势力：BOY STORY

#### 四大音乐平台奖项
- QQ音乐巅峰歌手：张艺兴
- 酷狗音乐年度金曲：《无羁》肖战、王一博
- 酷我音乐榜样阅读公益艺人：王一博
- 全民K歌年度传唱金曲：《多年以后》大欢

#### 年度十大金曲奖项
- 《一曲相思》半阳
- 《绿色》陈雪凝
- 《心如止水》Ice Paper
- 《往后余生》马良、孙茜茹
- 《知否知否》胡夏、郁可唯
- 《等下一个他》冯提莫
- 《像鱼》王贰浪
- 《一百万个可能》虎二
- 《那女孩对我说》Uu
- 《落》艾辰

### 第二届

#### 年度最佳奖项
- 年度最佳内地男歌手：周深
- 年度最佳内地女歌手：张靓颖
- 年度最佳港台男歌手：林俊杰
- 年度最佳港台女歌手：邓紫棋
- 年度最佳制作人：林俊杰
- 年度最佳乐团：五月天
- 年度最具潜力歌手：陈立农
- 年度最佳海外歌手：Taylor Swift
- 年度最佳海外团体：BLACKPINK
- 年度最佳公益专辑：《声在中国》

#### 年度人气奖项
- 年度最具影响力内地男歌手：薛之谦
- 年度最具影响力内地女歌手：陈粒
- 年度最具影响力港台男歌手：周杰伦
- 年度最具影响力港台女歌手：田馥甄
- 年度最具影响力唱作歌手：蔡徐坤
- 年度最具号召力歌手：蔡徐坤
- 年度最具人气在线演唱会：五月天《突然好想见到你》

- 年度人气数字EP：张云雷《蓝色天空》
- 年度人气数字单曲：肖战《光点》
- 年度人气数字专辑：张艺兴《莲》

##### 其他年度奖项
- 年度全能新锐歌手：陈立农
- 年度影视OST专辑：《三生三世枕上书》电视剧原声专辑
- 年度影视单曲：八三夭《想见你想见你想见你》
- 年度创作男歌手：汪苏泷
- 年度创作女歌手：梦然
- 年度电音音乐人：CORSAK
- 年度国风音乐人：等什么君、SING女团
- 年度破次元偶像团体：无限王者团
- 年度突破艺人：冯提莫
- 年度新势力音乐人：阿悠悠、任然

#### 四大音乐平台奖项
- QQ音乐年度说唱音乐人：王琳凯
- 酷狗音乐最具潜力新人：零一九零贰
- 酷我音乐年度人气单曲：TFBOYS《灯火》
- 全民K歌年度传唱歌手：薛之谦
- 腾讯音乐人年度新势力歌手：Bomb比尔
- 由你音乐榜年度最高连冠歌曲：周杰伦《Mojito》

#### 年度十大金曲
- 《麻雀》李荣浩
- 《句号》邓紫棋
- 《破茧》张韶涵
- 《情人》蔡徐坤
- 《说好不哭》周杰伦
- 《天外来物》薛之谦
- 《想见你想见你想见你》八三夭
- 《无价之姐》李宇春
- 《将故事写成我们》林俊杰
- 《触不可及》周深

#### 年度十大热歌
- 《桥边姑娘》海伦
- 《你的答案》阿冗
- 《少年》梦然
- 《冬眠》司南
- 《芒种》音阙诗听 / 赵方婧
- 《下山》要不要买菜
- 《世界这么大还是遇见你》程响
- 《点歌的人》海来阿木
- 《一生与你擦肩而过》阿悠悠
- 《百花香》魏新雨

### 第三届

#### 年度最佳奖项
- 年度最佳内地男歌手：周深
- 年度最佳内地女歌手：郁可唯
- 年度最佳港台男歌手：吴青峰
- 年度最佳港台女歌手：蔡依林
- 年度最佳制作人：林俊杰
- 年度最佳乐队：逃跑计划
- 年度最佳团体：时代少年团
- 年度最佳唱作歌手：毛不易
- 年度最佳唱跳歌手：刘雨昕
- 年度最佳海外歌手：Taylor Swift
- 年度最佳海外团体：EXO
- 年度最佳情歌演绎：刘若英
- 年度最佳舞台演绎：李汶翰
- 年度最佳游戏歌曲：《飞行指挥家》华晨宇

#### 年度人气奖项
- 年度最具影响力内地男歌手：薛之谦
- 年度最具影响力内地女歌手：刘惜君
- 年度最具影响力港台男歌手：林俊杰
- 年度最具影响力港台女歌手：邓紫棋
- 年度最具影响力唱作歌手：汪苏泷
- 年度最具影响力制作人：蔡徐坤
- 年度最具影响力团体：五月天
- 年度最具人气在线演唱会：五月天《好好好想见到你》

#### 其他年度奖项
- 年度励志歌曲：《国际歌》（孙楠、周深）
- 年度影视OST专辑：《大江大河2》电视剧原声专辑
- 年度影视单曲：赵英俊《送你一朵小红花》
- 年度突破音乐人：王靖雯
- 年度最具潜力歌手：单依纯
- 年度说唱音乐人：GAI
- 年度国风音乐人：等什么君
- 年度新势力港台音乐人：高尔宣
- 年度新势力内地音乐人：姚琛
- 年度电音制作人：Chace
- 年度公益特别企划：《寻声蔚蓝》
- 年度新势力团体：INTO1

#### 四大音乐平台奖项
- QQ音乐年度最具探索创新合作：胡彦斌
- 酷狗音乐年度最具影响力音乐人：安苏羽
- 酷我音乐年度最具影响力DJ：何鹏
- 全民K歌年度传唱歌曲：《嘉宾》张远
- 腾讯音乐人最具原创力音乐人：柳爽

#### 年度十大金曲
- 《感受她》蔡徐坤
- 《天问》刘宇宁
- 《这世界那么多人》莫文蔚
- 《Stars Align》R3hab、蔡依林
- 《要你管》时代少年团
- 《如果声音不记得》吴青峰
- 《不舍》徐佳莹
- 《耗尽》薛之谦、郭聪明
- 《送你一朵小红花》赵英俊
- 《和光同尘》周深

#### 年度十大热歌
- 《云与海》阿YueYue
- 《白月光与朱砂痣》大籽
- 《浪子闲话》花僮
- 《醒不来的梦》回小仙
- 《踏山河》七叔
- 《千千万万》深海鱼子酱
- 《沦陷》王靖雯
- 《可可托海的牧羊人》王琪
- 《清空》王忻辰、苏星婕
- 《执迷不悟》小乐哥

### 第四届

#### 年度歌手獎項
- 年度最佳内地男歌手：張杰
- 年度最佳内地女歌手：張靚穎
- 年度最佳港台男歌手：林俊杰
- 年度最佳港台女歌手：徐佳瑩
- 年度最具影響力内地男歌手：周深
- 年度最具影響力内地女歌手：劉雨昕
- 年度最具影響力港台男歌手：周杰倫
- 年度最具影響力港台女歌手：蔡依林
- 年度品質歌手：袁婭維
- 年度最具影響力唱作歌手：胡彥斌
- 年度新勢力唱作歌手：文俊輝
- 年度最具潛力歌手：王靖雯
- 年度新勢力歌手：郭冠廷
- 年度最具影響力製作人：林俊傑
- 年度最佳内地製作人：汪蘇瀧
- 年度新勢力製作人：劉雨昕

#### 其他年度奖项
- 年度跨界合作單曲：《都沒差》蔡依林、史蒂夫·青木、馬克斯·史耐德
- 騰訊音樂由你榜 年度最高連冠歌曲：《花開忘憂》周深
- 年度最佳動畫類音樂專輯：《英雄聯盟：雙城之戰》動畫劇集原聲帶
- 年度最佳遊戲類音樂專輯：《原神：珍珠之歌2》
- 年度影視單曲：《訣愛》詹雯婷
- 年度影視OST專輯：《蒼蘭訣》東方幻想影視原聲帶
- 年度最具人氣現場演唱會：《滿舒克線下巡演》滿舒克
- 年度舞台演繹：詹雯婷
- 年度公益特別企劃：《不期而遇的歌》小紅花公益音樂會

#### 音乐平台奖项
- 酷狗音樂 年度最具潛力音樂人：于冬然
- 酷我音樂 年度最佳熱歌創作人：DJ 小魚兒
- QQ音樂   年度人氣歌手：黃明昊

#### 年度十大金曲
- 《雪龙吟》张杰
- 《孤勇者》陈奕迅
- 《如故》张碧晨
- 《如愿》王菲
- 《绝配》时代少年团
- 《裹着心的光》林俊杰
- 《诀爱》詹雯婷
- 《可》薛之谦、张靓颖
- 《最伟大的作品》周杰伦
- 《眼泪落下之前》汪苏泷

#### 年度十大热歌
- 《小城夏天》LBI利比
- 《妈妈的话》Zyboy忠宇
- 《下潜》川青
- 《就忘了吧》1K
- 《金玉良缘》付雪
- 《曾经你说》赵乃吉
- 《海市蜃楼》三叔说
- 《五十年以后》海来阿木
- 《落日与晚风》IN-K、王忻辰、苏星婕
- 《听闻远方有你》刘艺雯

### 第五届[10]

#### 年度歌手獎項
- 年度男歌手：周深
- 年度女歌手：张靓颖
- 年度演唱会：薛之谦“天外来物”世界巡回演唱会
- 年度最佳内地男歌手：薛之谦
- 年度最佳内地女歌手：单依纯
- 年度最佳港台男歌手：潘玮柏
- 年度最佳港台女歌手：张韶涵
- 年度最佳内地唱作歌手：王源
- 年度最佳港台唱作歌手：林俊杰
- 年度最佳华语团体：时代少年团
- 年度最佳海外歌手：Ed Sheeran
- 年度最佳全能歌手：蔡依林
- 年度最具影响力内地男歌手：王源
- 年度最具影响力内地女歌手：袁娅维
- 年度最具影响力港台男歌手：陈奕迅
- 年度最具影响力港台女歌手：邓紫棋
- 年度最具影响力内地唱作歌手：陈粒
- 年度最具影响力港台唱作歌手：周杰伦
- 年度最具影响力华语团体：五月天
- 年度最具影响力海外歌手：Taylor Swift
- 年度最具影响力全能歌手：周深
- 年度最佳说唱歌手：小鬼 - 王琳凯
- 年度最佳国风歌手：邓寓君（等什么君）
- 年度最佳电音歌手：CORSAK 胡梦周
- 年度最佳摇滚乐队：Supper Moment
- 年度最佳动画类音乐主题曲：李玟《战歌》
- 年度最佳传唱经典外国单曲：生物股长《青鸟》
- 年度摇滚单曲：动力火车《摇滚区》
- 年度影视OST专辑：长月烬明电视剧原声专辑、長相思影視原聲帶专辑
- 年度影视单曲：张碧晨《笼》、郁可唯《去有风的地方》

#### 其他年度奖项
- 年度突破歌手：黄绮珊
- 年度突破全能艺人：许魏洲
- 年度突破舞台演释歌手：孟佳
- 年度突破唱作歌手：ØZI
- 年度突破唱跳歌手：姚琛
- 年度突破海外歌手：Tablo
- 年度突破臻选组合：动力火车
- 年度突破创作人：小鬼 - 王琳凯
- 年度突破潜力歌手：张钰琪
- 年度突破热度歌手：刘宇
- 年度突破飞跃歌手：海来阿木
- 年度新势力歌手：米卡 MIKA
- 年度新势力潜力歌手：力丸
- 年度新势力推荐歌手：王赫野
- 年度新势力热度歌手：王靖雯
- 年度新势力飞跃歌手：陈卓璇
- 年度新势力唱作歌手：曹杨
- 年度新势力全能艺人：唐九洲

#### 音乐平台奖项
- QQ音乐 年度影響力歌手：刘宇
- 酷狗音乐 年度听众最喜爱歌手：汪苏泷
- 酷我音乐 年度最热门唱作人：半吨兄弟
- 全民K歌 年度歌曲传唱奖：单依纯
- 腾讯音乐由你榜 年度霸榜歌曲：周深《花开忘忧》、郁可唯《去有风的地方》、蔡徐坤《Hug Me》
- 腾讯音乐人 年度新势力唱作音乐人：Walter 關浩德

#### 年度歌曲/专辑
- 年度数字专辑：林俊杰《重拾＿快乐》
- 年度实体专辑：易烊千玺《刘艳芬》
- 年度公益特别企划：薛凱琪《剩下的你聽懂我嗎》
- 年度励志歌曲：任素汐《枕着光的她》
- 年度最佳实体专辑设计：汪苏泷《21世纪罗曼史》

#### 年度十大金曲
- 《笼》张碧晨
- 《乌梅子酱》李荣浩
- 《去有风的地方》郁可唯
- 《达尔文》林俊杰
- 《最初的爱》张靓颖
- 《想你时风起》单依纯
- 《多云转晴又转阴》王源
- 《看得最远的地方》毛不易
- 《铃芽之旅》周深
- 《崇拜》薛之谦

#### 年度十大热歌
- 《我会等》承桓
- 《年少的你啊》浩然H.R
- 《不问ciaga》指尖笑
- 《听悲伤的情歌》苏星婕
- 《忘了》周林楓
- 《瞬》郑润泽
- 《听- DJ阿哲版》LF 路飞
- 《西楼儿女》海来阿木
- 《离别开出花(弹唱版)》就是南方凯
- 《一笑江湖》闻人听書_